# Mesomyia oritensis
Mesomyia oritensis är en tvåvingeart som först beskrevs av Jacques-Marie-Frangile Bigot 1892.  Mesomyia oritensis ingår i släktet Mesomyia och familjen bromsar. Inga underarter finns listade i Catalogue of Life.